# うすずみ温泉

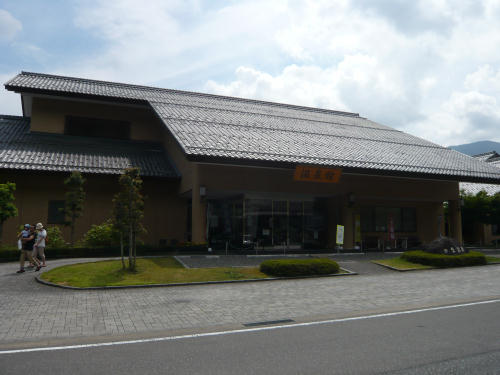
うすずみ温泉

うすずみ温泉（うすずみおんせん）は、岐阜県本巣市根尾門脇の根尾西谷川沿いにある温泉である。

## 概要
うすずみ温泉には本巣市が所有し、法人などにより管理される公共施設「NEO桜交流ランド」が設置されていて、「うすずみ温泉四季彩館」、「ホテル四季彩館」、「体験工房」によって構成されているが、2023年度からの指定管理者が決定しておらず休館している。
泉質はナトリウム塩化物泉（高張性弱アルカリ性低温泉）で、施設には「桜乃湯」、「弥次喜多乃湯」、「五右衛門風呂」などと名付けられた全14種の湯船があり、7種ずつに隔てて男湯と女湯として1日交替で利用できる。
この地方（山間部）では珍しい泉質で塩化物イオンとナトリウムイオンが1リットル中4,000mgを超え、海水を2.5～3倍に薄めたものと酷似していることから「太古の海の温泉」と言われる。調査の結果、源は伊勢湾の太古の海水ではないかと考えられている。

## 歴史
本巣市合併前の旧本巣郡根尾村で1995年に開業。
2018年度から指定管理者制度を導入。しかし、コロナ禍の影響もあり、2021年の来館者は約3万5千人まで減少していた。
2023年度からの指定管理者が決まらない状態が続き、2023年3月22日から機械の最終メンテナンスのため臨時休館となり、同年4月から正式に休館となった。

## アクセス
- 本巣市営バス（根尾地域）根尾能郷線